# 258 Tique
Tique (asteroide 258) é um asteroide da cintura principal com um diâmetro de 64,78 quilómetros, a 2,0787448 UA. Possui uma excentricidade de 0,2051338 e um período orbital de 1 544,75 dias (4,23 anos).
Tique tem uma velocidade orbital média de 18,41786009 km/s e uma inclinação de 14,29304º.
Este asteroide foi descoberto em 4 de maio de 1886 por Robert Luther.
Este asteroide recebeu este nome em homenagem à deusa Tique da mitologia grega.